# 에이젝스 (음악 그룹)
에이젝스(A-JAX)는 DSP 미디어 소속의 5인조 아이돌 그룹이다. 2012년 데뷔하여 2019년 해체하였다.

## 활동 내용

### 2012년
2012년에 MBC MUSIC의 《MAKING THE STAR》로 처음 모습을 알렸으며 2012년 6월 2일 《쇼! 음악중심》에서 첫 싱글 〈ONE 4 U〉로 정식 데뷔하였다. 이어서 7월 11일에 〈Hot Game〉을 발표하여 동명의 곡으로 활동하였으며, 11월 15일에는 첫 미니앨범 《2MYX》를 발표하고 역시 동명의 타이틀 곡으로 활동하였다.

### 2013년
2013년 7월 11일에는 두 번째 미니앨범 《Insane》을 발매했다. 타이틀 곡은 〈미쳐가〉이다. 윤영이 허리 부상을 입어 6명만 활동했다.
10월 28일 새 싱글 〈능구렁이〉를 발표하였다. 윤영은 복귀했으나 이번에는 성민이 부상을 당해서 빠졌다.

### 2016년
2016년 1월 성민이, 2월에는 문지후와 재형이 공식적으로 탈퇴하고 중희가 들어왔다. 5인조로 재편된 에이젝스는 그 해 2월 중국의 '스타파워 문화발전유한회사'와 계약을 맺었다. 2016년 5월 6일 중국 베이징에서 ‘A-JAX 2016 라이브 쇼 히어로 이즈 백’이란 제목으로 첫 단독 팬미팅을 했다.
일본 주식회사 U-NEXT에서 에이젝스를 한류 이미지 캐릭터로 선정했다.

### 2017년
2017년 1월 29일 일본 도쿄 시부야 츠타야 오 네스트에서 ‘에이젝스 스텝 바이스텝(Vol.1)’이란 타이틀로 미니 콘서트를 개최했으며, 2월 25일 일본 도쿄 시부야 츠타야 오 네스트(TSUTAYA O-Nest)에서 ‘에이젝스 스텝 바이스텝(A-JAX STEP BY STEP)(Vol.2)’이란 타이틀로 2회에 걸쳐 미니 콘서트를 개최했다.
7월 18일 에이젝스 일본 공식 홈페이지를 통해 멤버 형곤이 도우로 활동명을 변경했음을 알렸다. 그 후, 포털사이트와 한국 공식 홈페이지에도 도우로 변경되었고 본명 또한 김형곤에서 김도우로 변경되었다.
9월 19일 일본에서 신곡 Romeo를 발표하였다. 화요일에 발표하여 900장 미만의 판매량으로 데일리 5위를 했다. 그러나 수요일 신보들이 발매된 후 초동주 내내 50위 밖으로 밀려났고 주간 차트에서는 51위 949장의 판매량을 보였다.
9월 21일 승진, 중희가 KBS2 《아이돌 리부팅 프로젝트 더 유닛》에 참여하는 것이 확정되었다. 그러나 둘 다 슈퍼 부트로 예선을 통과한 것과는 대조되게 초반에 탈락했다.

### 2019년
2월 18일 중희가 입대하여 당분간 4인 체제로 활동하게 되었다. 3월 31일 다섯 멤버의 계약이 만료되면서 데뷔 7년 만에 해체하였다.

## 이전 구성원
| 이름   | 소개 |
| ------ | --- |
| 도우   | - 본명 : 김도우 (金導慪) - 생년월일 : 1988년 12월 3일(36세) - 출생지 : 대한민국 경기도 부천시 - 학력 : 한양대학교 연극영화과 - 포지션 : 리더, 리드래퍼 - 활동기간 : 2012년 6월 ~ 2019년 3월       |
| 맹윤영 | - 본명 : 맹윤영 (孟允永) - 생년월일 : 1993년 2월 15일(32세) - 출생지 : 대한민국 서울특별시 - 포지션 : 메인보컬 - 활동기간 : 2012년 6월 ~ 2019년 3월                                               |
| 함승진 | - 본명 : 함승진 (咸升辰) - 생년월일 : 1994년 10월 5일(30세) - 출생지 : 대한민국 부산광역시 - 학력 : 서울공연예술고등학교 졸업 - 포지션 : 메인래퍼, 메인댄서 - 활동기간 : 2012년 6월 ~ 2019년 3월  |
| 승엽   | - 본명 : 이승엽 (李承燁) - 생년월일 : 1994년 10월 23일(30세) - 출생지 : 대한민국 경기도 고양시 일산구 - 학력 : 서울공연예술고등학교 졸업 - 포지션 : 서브보컬 - 활동기간 : 2012년 6월 ~ 2019년 3월 |
| 중희   | - 본명 : 조중희 (趙重熙) - 생년월일 : 1995년 11월 27일(29세) - 출생지 : 대한민국 서울특별시 - 학력 :덕수고등학교 - 포지션 : 리드보컬 - 활동기간 : 2016년 2월 ~ 2019년 3월                         |
| 성민   | - 본명 : 박성민 (朴成民) - 생년월일 : 1993년 5월 31일(31세) - 출생지 : 대한민국 부산광역시 - 포지션 : 메인보컬 - 활동기간 : 2012년 6월 ~ 2016년 1월                                               |
| 서재형 | - 본명 : 서재형 (徐在亨) - 생년월일 : 1990년 4월 2일(35세) - 출생지 : 대한민국 서울특별시 - 포지션 : 서브보컬, 서브래퍼 - 활동기간 : 2012년 6월 ~ 2016년 2월                                      |
| 문지후 | - 본명 : 문효준 - 생년월일 : 1991년 4월 29일(33세) - 출생지 : 대한민국 서울특별시 - 포지션 : 서브보컬, 메인댄서 - 활동기간 : 2012년 6월 ~ 2016년 2월                                              |

### 멤버 변천사
| 멤버   | 2012년 | 2016년 | 2016년 | 2019년 | 해체 |
| 멤버   | 6월    | 1월    | 2월    | 2월    | 해체 |
| ------ | ------ | ------ | ------ | ------ | ---- |
| 성민   |        |        |        |        |      |
| 서재형 |        |        |        |        |      |
| 문지후 |        |        |        |        |      |
| 도우   |        |        |        |        |      |
| 맹윤영 |        |        |        |        |      |
| 함승진 |        |        |        |        |      |
| 승엽   |        |        |        |        |      |
| 중희   |        |        |        |        |      |

## 앨범

### EP
| 제목                                                                         | 앨범 정보                                                                                     | 피크 차트 위치 | 피크 차트 위치 | 판매량        |
| 제목                                                                         | 앨범 정보                                                                                     | KOR            | JPN            | 판매량        |
| 한국어                                                                       | 한국어                                                                                        | 한국어         | 한국어         | 한국어        |
| ---------------------------------------------------------------------------- | --------------------------------------------------------------------------------------------- | -------------- | -------------- | ------------- |
| 2MYX                                                                         | - 발매일: 2012년 11월 15일 - 레이블: DSP 미디어, CJ E&M - 포맷: CD, 디지털 다운로드           | 6              | —              | - KOR: 2,856+ |
| Insane                                                                       | - 발매일: 2013년 7월 11일 - 레이블: DSP 미디어, LOEN 엔터테인먼트 - 포맷: CD, 디지털 다운로드 | 8              | —              | - KOR: 2,067+ |
| "—" denotes releases that did not chart or were not released in that region. |                                                                                               |                |                |               |

### OST
| 앨범 정보                                   | 수록곡                               |
| ------------------------------------------- | ------------------------------------ |
| 뱀파이어의 꽃 OST - 발매일 : 2014년 7월 2일 | - 뱀파이어의 꽃 - 달빛주문 (Fate In) |

### 싱글 앨범
| 앨범 번호 | 앨범 정보                         | 트랙 리스트                                                                                           |
| --------- | --------------------------------- | --- |
| 1         | ONE 4 U - 발매일 : 2012년 6월 1일 | 1. ONE 4 U 2. 너밖에 몰라서 (Never Let Go) 3. ONE 4 U (Inst.) 4. 너밖에 몰라서 (Never Let Go) (Inst.) |
| 2         | Snake - 발매일 : 2013년 10월 28일 | 1. 능구렁이 2. It Girl 3. 같이 있을까 4. 능구렁이(inst)                                               |

### 디지털 싱글
| 앨범 번호 | 앨범 정보                           | 트랙 리스트                     |
| --------- | ----------------------------------- | ------------------------------- |
| 1         | Hot Game - 발매일 : 2012년 7월 11일 | 1. Hot Game 2. Hot Game (Inst.) |

### 참여 앨범
| 음반 정보                                        | 수록곡                              |
| ------------------------------------------------ | ----------------------------------- |
| 캠페인 송 "손끝의 사랑" - 발매일: 2016년 6월 7일 | - 손끝의 사랑 - 손끝의 사랑 (Inst.) |

## 팬미팅
| 날짜           | 도시   | 국가 | 장소  |
| -------------- | ------ | ---- | ----- |
| 2016년 5월 6일 | 베이징 | 중국 | TANGO |

## 음반 외 활동

### 쇼케이스
| 날짜             | 도시 | 국가 | 장소              |
| ---------------- | ---- | ---- | ----------------- |
| 2016년 12월 11일 | 도쿄 | 일본 | 에비스 더 가든 룸 |

### 드라마
| 연도 | 방송사    | 제목              | 출연자 | 역할                     | 비고      |
| ---- | --------- | ----------------- | ------ | ------------------------ | --------- |
| 2006 | SBS       | 《사랑과 야망》   | 승엽   | 10대 초반의 훈이         |           |
| 2013 | KBS2      | 《아이리스 2》    | 도우   | 송영민                   |           |
| 2013 | MBC QueeN | 《네일샵 파리스》 | 승엽   | 현우                     |           |
| 2013 | tvN       | 《환상거탑》      | 승엽   | 승엽                     |           |
| 2014 | 네이버 TV | 《뱀파이어의 꽃》 | 도우   | 레카                     | 웹 드라마 |
| 2014 | 네이버 TV | 《뱀파이어의 꽃》 | 재형   | 루이                     | 웹 드라마 |
| 2014 | 네이버 TV | 《뱀파이어의 꽃》 | 문지후 | 아칸                     | 웹 드라마 |
| 2014 | 네이버 TV | 《뱀파이어의 꽃》 | 승엽   | 백한                     | 웹 드라마 |
| 2015 | SBS       | 《피노키오》      | 도우   | MSC 신입기자 시험 면접생 | 특별출연  |
| 2016 | 네이버 TV | 《헬로우 버스킹》 | 승엽   | 승엽                     | 웹 드라마 |

### 예능
- 2012년 MBC 뮤직 《리얼리티 메이킹 더 스타 - DSP보이즈》
- 2016년 MBC 추석특집 《아이돌 요리왕》
- 2017년 KBS2 《아이돌 리부팅 프로젝트 더 유닛》 - 승진, 중희 (참가자)

## 공연
| 날짜                            | 도시 | 국가     | 장소                     |
| ------------------------------- | ---- | -------- | ------------------------ |
| 2012 인천 K-POP 콘서트          |      |          |                          |
| 2012년 9월 9일                  | 인천 | 대한민국 | 인천문학월드컵경기장     |
| 2013 인천 한류 관광 콘서트      |      |          |                          |
| 2013년 9월 1일                  | 인천 | 대한민국 | 인천문학월드컵경기장     |
| 2013 한류 드림 콘서트           |      |          |                          |
| 2013년 10월 6일                 | 경주 | 대한민국 | 경주시민운동장           |
| 2014 서원 밸리 자선 그린 콘서트 |      |          |                          |
| 2014년 5월 31일                 | 파주 | 대한민국 | 서원밸리컨트리클럽       |
| INCHEON K-POP CONCERT 2017      |      |          |                          |
| 2017년 9월 9일                  | 인천 | 대한민국 | 인천 문학경기장 주경기장 |

### 합동공연
| 날짜             | 도시 | 국가     | 장소           |
| ---------------- | ---- | -------- | -------------- |
| DSP 페스티벌     |      |          |                |
| 2013년 12월 14일 | 서울 | 대한민국 | 잠실실내체육관 |

## 홍보대사
- 2012년 《한국청소년연맹》 홍보대사

## 참조
1. ↑  “에이젝스, 중국 스타파워사와 매니지먼트 계약… 대륙 본격 진출”. 스포츠월드. 2016년 2월 5일.
2. ↑  “'젝스키스'→'SS501' 맥있는 DSP 아이돌 '에이젝스' 中팬미팅 성료”. 세계일보. 2016년 5월 9일.
3. ↑  “에이젝스, 한국 대표로 日 U-NEXT '한류 이미지 캐릭터' 선정”. 한국경제 TV. 2016년 11월 16일.
4. ↑  “'차세대 한류돌' 에이젝스, 일본공연으로 2017년 포문 열어”. 세계일보. 2017년 1월 31일.
5. ↑  “보관된 사본”. 2017년 10월 12일에 원본 문서에서 보존된 문서. 2017년 10월 12일에 확인함.
6. ↑  “[단독]에이젝스 승진·중희 '더유닛' 참가..'DSP 아픈손가락'”. 스타뉴스. 2017년 9월 22일.
7. ↑  김수경 (2019년 1월 14일). “에이젝스 중희, 2월 입대..."완전체 공연 1월이 마지막"”. 텐아시아. 2019년 7월 28일에 확인함.[깨진 링크(과거 내용 찾기)]
8. ↑  김민지 (2019년 3월 31일). “[공식입장] 에이젝스, 7년 만에 해체… DSP "전속계약 만료"”. 뉴스1. 2019년 7월 28일에 확인함.
9. ↑  윤영 웨이보
10. ↑  승진 웨이보
11. ↑  승엽 웨이보
12. ↑  중희 웨이보
13. ↑  성민 웨이보
14. ↑  재형 웨이보
15. ↑  “Gaon Chart”. 가온 차트. 2010년 12월 9일에 원본 문서에서 보존된 문서. 2012년 11월 27일에 확인함.
16. ↑  “A-jak Japanese Discography on ORICON STYLE” (일본어). Oricon. 2012년 11월 27일에 확인함.